# Жювиньи-сюр-Сёль
Жювиньи́-сюр-Сёль (фр. Juvigny-sur-Seulles) — коммуна во Франции, находится в регионе Нижняя Нормандия. Департамент коммуны — Кальвадос. Входит в состав кантона Тийи-сюр-Сёль. Округ коммуны — Кан.
Код INSEE коммуны — 14348.

## Население
Население коммуны на 2010 год составляло 70 человек.
| 1962 | 1968 | 1975 | 1982 | 1990 | 1999 | 2010 |
| ---- | ---- | ---- | ---- | ---- | ---- | ---- |
| 61   | 61   | 61   | 50   | 51   | 55   | 70   |

## Экономика
В 2010 году среди 43 человек трудоспособного возраста (15—64 лет) 36 были экономически активными, 7 — неактивными (показатель активности — 83,7 %, в 1999 году было 74,3 %). Из 36 активных жителей работали 34 человека (18 мужчин и 16 женщин), безработных было 2 (2 мужчин и 0 женщин). Среди 7 неактивных 3 человека были учениками или студентами, 3 — пенсионерами, 1 был неактивным по другим причинам.